# North Cowton
North Cowton – wieś w Anglii, w hrabstwie North Yorkshire, w dystrykcie (unitary authority) North Yorkshire. Leży 61 km na północny zachód od miasta York i 339 km na północ od Londynu. Miejscowość liczy 600 mieszkańców.